# Phoneyusa lesserti
Phoneyusa lesserti é uma espécie de aranha pertencente à família Theraphosidae (tarântulas).